# II. Zimske olimpijske igre – St. Moritz 1928.
II. Zimske olimpijske igre održane su 1928. u St. Moritzu u Švicarskoj. To su bile prve prave Zimske olimpijske igre zato što nisu održane u sklopu Ljetnih olimpijskih igara. Ranije održane I. Zimske olimpijske igre u Chaminixu 1924. su tek naknadno preimenovane u 'zimske' iako su bile održane kao dio Ljetnih olimpijskih igara u Parizu 1924.
U program Igara je uvršten skeleton.
U natjecateljskom programu su se istaknuli sljedeći pojedinci i momčadi:
- Sonja Henie iz Norveške je izazvala pravu senzaciju pobijedivši u umjetničkom klizanju s nepunih 16 godina. Svoju karijeru će nastaviti pobjedama i na sljedeća dva izdanja ZOI.
- Klizač na ledu Gillis Grafström iz Švedske je osvojio svoje treće zlato za redom.
- Clas Thunberg iz Finske je osvojio dva zlata u brzom klizanju.
- Hokejaški sastav Kanade je potvrdio svoju prevlast: na olimpijskom turniru nisu primili niti jedan pogodak, te su s razlikom pogodaka od 38:0 osvojili zlato.

## Popis športova
| - bob - brzo klizanje - hokej na ledu - umjetničko klizanje |  | - nordijsko skijanje: - skijaško trčanje - nordijska kombinacija - skijaški skokovi |

Demonstracijski športovi su bili vojna ophodnja (šport sličan biatlonu) te jedna inačica utrka psećih zaprega kod kojih je vozač na skijama a ne na saonicama.

## Popis podjele medalja
(Medalje domaćina posebno istaknute)
| Zimske olimpijske igre St. Moritz 1924. |                        |       |        |        |        |
| Mjesto                                  | Država                 | Zlato | Srebro | Bronca | Ukupno |
| 1                                       | Norveška               | 6     | 4      | 5      | 15     |
| 2                                       | SAD                    | 2     | 2      | 2      | 6      |
| 3                                       | Švedska                | 2     | 2      | 1      | 5      |
| 4                                       | Finska                 | 2     | 1      | 1      | 4      |
| 5                                       | Francuska              | 1     | 0      | 0      | 1      |
| 5                                       | Kanada                 | 1     | 0      | 0      | 1      |
| 7                                       | Austrija               | 0     | 3      | 1      | 4      |
| 8                                       | Belgija                | 0     | 0      | 1      | 1      |
| 8                                       | Švicarska              | 0     | 0      | 1      | 1      |
| 8                                       | Ujedinjeno Kraljevstvo | 0     | 0      | 1      | 1      |
| 8                                       | Njemačka               | 0     | 0      | 1      | 1      |
| 8                                       | Čehoslovačka           | 0     | 0      | 1      | 1      |